# Fuzzy Door Productions
Fuzzy Door Productions ou The Spotted Door  é a empresa de produção do produtor de televisão Seth MacFarlane . Suas produções incluem a série animada Family Guy , American Dad! e a spin-off do Uma Família da Pesada, The Cleveland Show , bem como o live-action seriado The Winner . O nome da empresa vem da porta coberta de pele falsa impresso-leopardo para a casa MacFarlane viveu em quando ele estava participando de Rhode Island School of Design como uma graduação em animação. A casa em si também atendia pelo apelido The Door difusa durante a residência de MacFarlane e foi o local de muitos partidos "Fuzzy Door". A empresa foi criada em 1998. Logotipo Difusa porta Productions foi desenhado por Cory Brookes, um amigo e companheiro de casa de Seth na residência Fuzzy Door.

## Filmografia

### Televisão
| Título                      | Criador                                   | Período       | Co-Produzido com                                                               | Emissora original                 |
| --------------------------- | ----------------------------------------- | ------------- | ------------------------------------------------------------------------------ | --------------------------------- |
| Family Guy                  | Seth MacFarlane                           | 1999–presente | 20th Century Fox Television (1999-20) 20th Television (2020-presente)          | Fox                               |
| American Dad!               | Seth MacFarlane Mike Barker Matt Weitzman | 2005–presente | Underdog Productions 20th Century Fox Television                               | Fox (2005-14) TBS (2014-presente) |
| The Winner                  | Ricky Blitt                               | 2007          | Candy Bar Productions 20th Century Fox Television                              | Fox                               |
| The Cleveland Show          | Seth MacFarlane Mike Henry Richard Appel  | 2009–2013     | Persons Unknown Productions Happy Jack Productions 20th Century Fox Television | Fox                               |
| Dads                        | Alec Sulkin Wellesley Wild                | 2013–2014     | 20th Century Fox Television                                                    | Fox                               |
| Cosmos: A Spacetime Odyssey | Ann Druyan Steven Soter                   | 2014          | Cosmos Studios National Geographic Channel                                     | Fox/National Geographic Channel   |
| Blunt Talk                  | Jonathan Ames                             | 2015–presente | Herring Wonder Media Rights Capital Starz                                      | Starz                             |
| Bordertown                  | Mark Hentemann                            | 2016          | Hentemann Films 20th Century Fox Television                                    | Fox                               |

### Filmes
| Título                            | Diretor                 | Lançamento             | Co-Produzido por                                                            |
| --------------------------------- | ----------------------- | ---------------------- | --------------------------------------------------------------------------- |
| Inside the CIA                    | Seth MacFarlane         | 8 de Abril de 2005     | 20th Century Fox                                                            |
| Stewie Griffin: The Untold Story  | Pete Michels Peter Shin | 27 de Setembro de 2005 | 20th Century Fox Stoopid Monkey                                             |
| Ted                               | Seth MacFarlane         | 29 de Junho de 2012    | Universal Pictures Media Rights Capital Bluegrass Films Smart Entertainment |
| A Million Ways to Die in the West | Seth MacFarlane         | 30 de Maio de 2014     | Universal Pictures Media Rights Capital Bluegrass Films                     |
| Ted 2                             | Seth MacFarlane         | 26 de Junho de 2015    | Universal Pictures Media Rights Capital Bluegrass Films                     |
| The Family Guy Movie              | Seth MacFarlane         | TBA                    | 20th Century Studios                                                        |

### Web cartoons
| Título                                        | Criador         | Período   | Co-Produzido por                          |
| --------------------------------------------- | --------------- | --------- | ----------------------------------------- |
| Seth MacFarlane's Cavalcade of Cartoon Comedy | Seth MacFarlane | 2008–2009 | Media Rights Capital Main Street Pictures |

## Especiais
| Título                                                     | Criador                                                            | Lançamento             | Co-Produzido por                                                                        |
| ---------------------------------------------------------- | ------------------------------------------------------------------ | ---------------------- | --------------------------------------------------------------------------------------- |
| Blue Harvest                                               | Seth MacFarlane                                                    | 23 de Setembro de 2007 | 20th Century Fox                                                                        |
| Family Guy Presents: Seth & Alex's Almost Live Comedy Show | Seth MacFarlane Alex Borstein                                      | 8 de Novembro de 2009  | Crackerpants, Inc. 20th Century Fox                                                     |
| Something, Something, Something, Dark Side                 | Seth MacFarlane                                                    | 23 de Maio de 2010     | 20th Century Fox                                                                        |
| It's a Trap!                                               | Seth MacFarlane                                                    | 22 de Maio de 2011     | 20th Century Fox                                                                        |
| Night of the Hurricane                                     | Seth MacFarlane Mike Barker Matt Weitzman Mike Henry Richard Appel | 2 de Outubro de 2011   | Underdog Productions Person Unknown Productions Happy Jack Productions 20th Century Fox |
| The Simpsons Guy                                           | Seth MacFarlane Matt Groening                                      | 28 de Setembro de 2014 | 20th Century Fox Gracie Films                                                           |

### Discografia
- Music Is Better Than Words - Seth MacFarlane (2011)
- Holiday for Swing - Seth MacFarlane (2014)
- No One Ever Tells You - Seth MacFarlane (2015)